# Jan Långben lär sig boxas
Jan Långben lär sig boxas (engelska: The Art of Self Defense) är en amerikansk animerad kortfilm med Långben från 1941.

## Handling
Filmen börjar med en prolog om självförsvarets historia genom tiderna. Sedan går den över till modern tid där Långben förbereder sig för en boxningsmatch, som dock är något helt annat än vad han förväntat sig.

## Om filmen
Filmen hade svensk premiär den 14 augusti 1942 på bland annat biografen Sibylla och visades tillsammans med långfilmen Helgonet gör razzia (engelska: The Saint in Palm Strings) med George Sanders i huvudrollen.
Filmen har getts ut på VHS och finns dubbad till svenska.

## Rollista
- Clarence Nash – Långben
- John McLeish – berättare[7]